# Мезозавры
Мезозавры (лат. Mesosauria) — отряд вымерших рептилий клады парарептилий, живших во времена раннего пермской периода (артинский век).
Были распространены на территории южной части Африки и Южной Америки. Мелкие водные рептилии, сумевшие вернуться к водной жизни от своих полностью сухопутных предков. Считается, что это первые рептилии, перешедшие к жизни в водной среде обитания.
Ныне прежняя классификация пересмотрена и не сохранилась. Ранее этих хищных ящеров считали предками ихтиозавров. Однако после долгих исследований профессором Ф. Гюне это предположение было отвергнуто. Единого мнения, к какой группе относится данный таксон, нет, высказываются предположения о принадлежности к группе Anapsida (например, Carroll в 1988 году) и Proganosauromorpha (высказанное на основе исследований, проведённых H.-V. Karl и коллегами в 2007 году).

## Классификация
По данным сайта Paleobiology Database, на май 2020 года в единственное семейство отряда, Mesosauridae (мезозавриды), включают 3 вымерших рода:
- Род Brazilosaurus Shikama & Ozaki, 1966
  - Brazilosaurus sanpauloensis Shikama & Ozaki, 1966
- Род Mesosaurus Gervais, 1865
  - Mesosaurus tenuidens Gervais, 1865
- Род Stereosternum Cope, 1885
  - Stereosternum tumidum Cope, 1885 [syn. Mesosaurus tumidus (Cope, 1885)]

К семейству относят ещё 2 биномена, имеющих статус nomen dubium: Mesosaurus pleurogaster Seeley, 1892, Noteosaurus africanus Broom, 1913.